# Repairs (Agents of S.H.I.E.L.D.)
"Repairs" ("Reparos", no Brasil) é o nono episódio da primeira temporada da série de televisão norte-americana Agents of S.H.I.E.L.D., baseada na organização S.H.I.E.L.D. (Superintendência Humana de Intervenção, Espionagem, Logística e Dissuasão) criada pela Marvel Comics. O episódio gira em torno do personagem Phil Coulson e a sua equipe de agentes da S.H.I.E.L.D. que enfrentam o que aparenta ser um fantasma. Está situado no Universo Cinematográfico Marvel (UCM), compartilhando a continuidade com os filmes e as demais séries de televisão da franquia. O episódio foi escrito por Maurissa Tancharoen e Jed Whedon e dirigido por Billy Gierhart.
Clark Gregg reprisa seu papel como Coulson, da série de filmes, e é acompanhado pelo elenco regular da série composto por Ming-Na Wen, Brett Dalton, Chloe Bennet, Iain De Caestecker e Elizabeth Henstridge.
"Repairs" foi exibido originalmente pela ABC em 26 de novembro de 2013 e, de acordo com os dados da Nielsen Media Research, foi assistido por 9,69 milhões de telespectadores.

## Enredo
Em uma cidade em Utah, na manhã após o conflito entre a S.H.I.E.L.D. e um grupo de ódio pagão, Hannah Hutchins, a supervisora do acelerador de partículas local, é atormentada pelos moradores da cidade por ter, supostamente, causado uma explosão que matou quatro pessoas. Ela aparentemente desenvolveu poderes telecinéticos para se auto-defender, em um incidente onde o dono de uma loja de conveniência a aterrorizou pelos seus resultados e ela causou uma explosão destruindo a loja. A equipe de Coulson sai de Dublin e viaja para Utah no intuito de interrogar Hutchins, apenas para encontrar uma multidão furiosa na frente de sua casa. Um carro dirige espontaneamente pela multidão, aglomerando-os ainda mais, então May tranquiliza Hutchins.
A equipe escolta Hutchins até o Refrigerador, uma cela a bordo do Ônibus capaz de inibir poderes como a telecinese dela. Quando Skye expressa preocupação com a abordagem de May em lidar com Hutchins, Coulson explica que May é experiente em lidar com super-humanos, relatando alguns detalhes de uma missão em Bahrein realizada em 2008, onde May, por conta própria, neutralizou a ameaça sobre-humana e vários cúmplices, salvando a vida de uma equipe de agentes da S.H.I.E.L.D., embora uma jovem tenha morrido no fogo cruzado. Traumatizada pela experiência, May aposentou-se do serviço de campo.
Uma série de ocorrências estranhas no Ônibus fazem com que a equipe perceba que Hutchins não é a fonte que está causando incidentes telecinéticos: um dos seus funcionários, Tobias Ford, tentou sabotar o acelerador de partículas depois de fazer numerosas queixas à Hutchins pois queria que ela o percebesse. Socialmente incapaz, Ford pensou que esta era a única maneira de chamar sua atenção e acabou ficando preso em um estado parcialmente corpóreo resultado da explosão que causou, em um limbo entre a Terra e outra dimensão (que ele descreve como "Inferno"), ele revela que estava usando suas novas habilidades para "proteger" Hutchins. Então, Ford corta a energia do avião, e ele faz um pouso forçado no meio de um campo. Quando Fitz e Simmons tentam reparar alguns danos da queda, Ford deixa todos trancados, com exceção de May, exigindo que ela liberte Hutchins de sua cela. May leva Hutchins para fora do avião e escapam para uma floresta nas proximidades até que Ford as encontram em um celeiro. May luta com Ford até que Hutchins diz para ele parar, e May o convence a deixar Hannah em paz, no ponto em que ele se dissipa em pleno ar. Mais tade, Hutchins é colocada no serviço de proteção a testemunhas.
Em uma cena final, May prega uma peça em Fitz, insinuando que ela está gradualmente recuperando-se de seu trauma.

## Produção

### Desenvolvimento
Em novembro de 2013 a Marvel revelou que o título do nono episódio seria "Repairs" e que seria escrito pelos produtores executivos da série, Maurissa Tancharoen e Jed Whedon, e dirigido por Billy Gierhart.

### Escolha do elenco
Em novembro de 2013 a Marvel anunciou que o elenco principal seria composto por Clark Gregg, Ming-Na Wen, Brett Dalton, Chloe Bennet, Iain De Caestecker e Elizabeth Henstridge estrelando respectivamente como Phil Coulson, Melinda May, Grant Ward, Skye, Leo Fitz e Jemma Simmons. Também foi revelado que o elenco convidado para o episódio incluiria Robert Baker como Tobias, Laura Seay como Hannah, Christopher Gehrman como Taylor e Josh Clark como Roger.

### Conexões com o Universo Cinematográfico Marvel
A companhia de energia Roxxon desempenha um papel proeminente no episódio, com a aparição de um posto de gasolina da Roxxon e um acelerador de partículas da companhia sendo a causa dos problemas no episódio. A Roxxon já apareceu anteriormente no curta-metragem A Funny Thing Happened on the Way to Thor's Hammer e em diversas outras mídias no UCM.

## Lançamento

### Transmissão
"Repairs" foi exibido originalmente nos Estados Unidos pela rede ABC em 26 de novembro de 2013.

### Home media
O episódio, juntamente com os demais da primeira temporada de Agents of S.H.I.E.L.D., foi lançado em DVD e Blu-ray em 9 de setembro de 2014. Os recursos de bônus incluem vídeos especiais gravados nos bastidores, comentários de áudio, cenas excluídas entre outros. O conteúdo foi lançado na Região 2 em 20 de outubro e na Região 4 em 11 de novembro de 2014. Em 20 de novembro de 2014, o episódio ficou disponível para transmissão no Netflix.

## Recepção

### Audiência
Nos Estados Unidos, o episódio recebeu um índice de participação de 2.6/8 porcento de adultos com idades compreendidas entre 18 e 49 anos, o que significa que foi visto por 2.6 porcento de todos as residências familiares e 8 porcento de todos que estavam assistindo televisão no momento da transmissão. O episódio foi assistido por 9,69 milhões de telespectadores.